# 理科实验班
理科实验班，又称为奥赛班，是中国一度出现的特殊高中班级，成立理科试验班的学校需通过教育部或省级教育厅的批准。理科实验班招生必需通过特殊的招生考试，学生毕业后绝大多数都能够免试进入重点大学。理科实验班注重于奥赛，是奥林匹克数学、物理、化学竞赛的正规军；绝大部分奥赛奖牌出自国家理科实验班(早期)与以后各省陆续开办的理科实验班。理科实验班一直有争议，国家理科试验班于2004年停止招生，一些省级理科实验班已经停办或名义上停办。

## 理科实验班列表

### 全国理科试验班
1989年开办，2004年停止招生。
开办的学校有清华附中、北大附中、北京师范大学附属实验中学、上海华东师范大学第二附属中学。